# Neuweiher (Warmensteinach)
Der Neuweiher, auch Fleckl-Bad genannt, ist ein künstlich angelegtes Staugewässer nördlich des Gemeindeteils Geiersberg der Gemeinde Warmensteinach im Landkreis Bayreuth und liegt am Fuße des Ochsenkopfs. Gespeist wird der Teich vom Neuweiherbach, der in den Grassemannsbach mündet, einem Nebenbach der Warmen Steinach. (Einzugsgebiet Roter Main – Main – Nordsee). Im südlichen Bereich des Staugewässers hat sich ein Moor gebildet.

## Geschichte
Bereits im 15. Jahrhundert wurde der Neuweiherbach angestaut, der sein Wasser über den Grassemannsbach zur Warmen Steinach brachte, auf der mit erhöhtem Wasserdruck Scheitholz bis nach Bayreuth geflößt wurde.

## Tourismus
Das Neuweiherareal wurde zum Erholungszentrum Moorbad Fleckl umgestaltet und wird von Einheimischen und Urlaubern gerne aufgesucht. Im Naturmoorbad kann man kostenlose Mooranwendungen machen, das Freibad lädt zum Schwimmen ein.

## Karte
- Fritsch Wanderkarte Nr. 52 Naturpark Fichtelgebirge und Steinwald, Maßstab 1:50.000